# 예브게니 레디킨
예브게니 레오니도비치 레디킨(러시아어: Евге́ний Леони́дович Ре́дькин, 벨라루스어: Яўге́н Леані́давіч Рэ́дзькін 야우헨 레아니다비치 레스킨, 1970년 2월 2일~)은 벨라루스의 전직 바이애슬론 선수이자 러시아의 체육행정인이다. 1992년 동계 올림픽에서 남자 20km 부문 금메달을 획득했으며 1994년 동계 올림픽에 벨라루스 국가대표로 참가했다.
현역 은퇴 후 고향인 한티만시스크 시 체육회에서 일하고 있다.